# Quadra esportiva
Quadra esportiva (português brasileiro) ou campo desportivo (português europeu) é uma área de terreno demarcada e preparada para a realização de determinadas práticas esportivas, como por exemplo, jogos de basquete, tênis, vôlei, futsal entre outros.

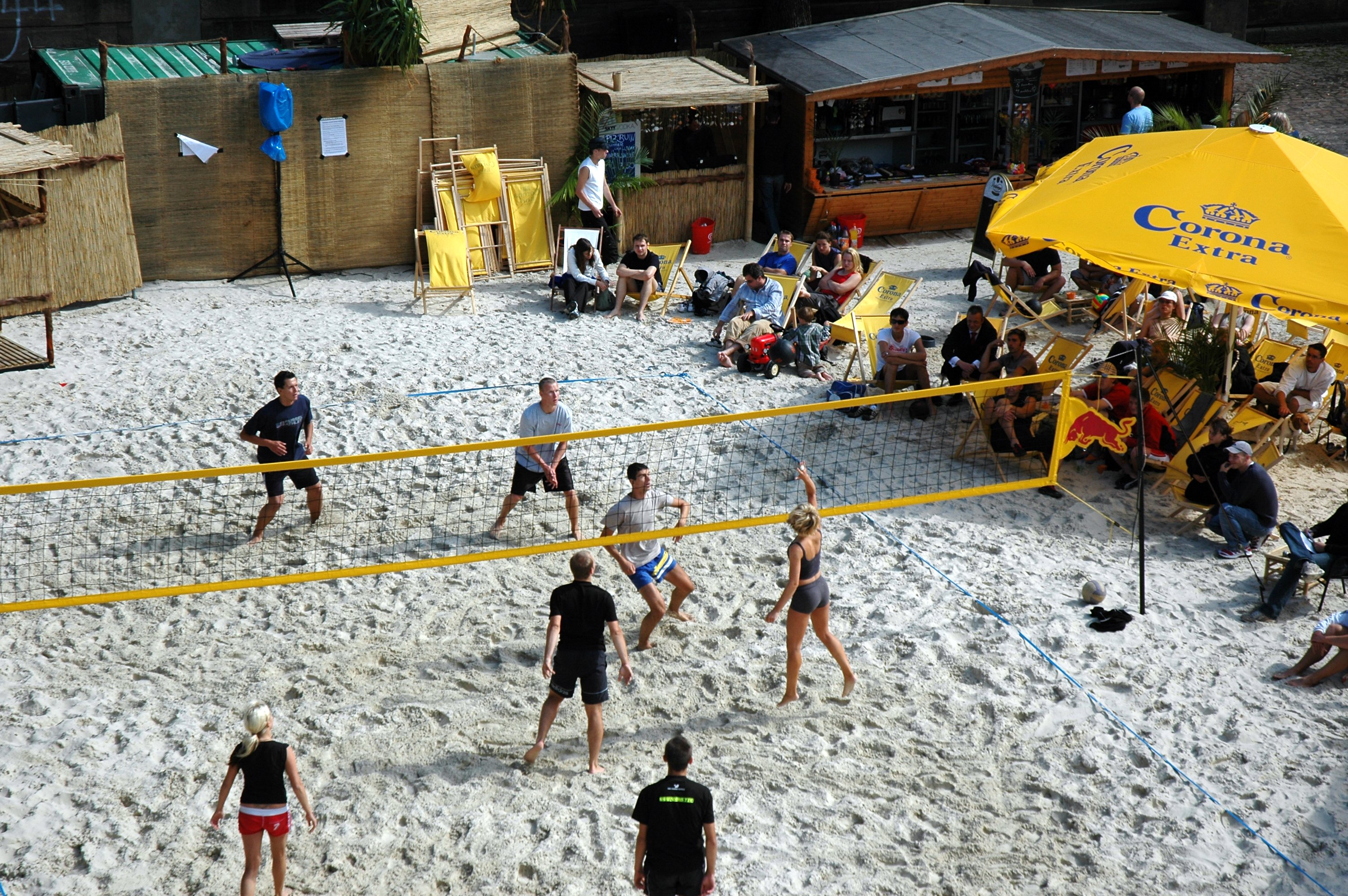
Uma quadra de Voleibol de praia. A demarcação no solo é feita por uma fita plástica.

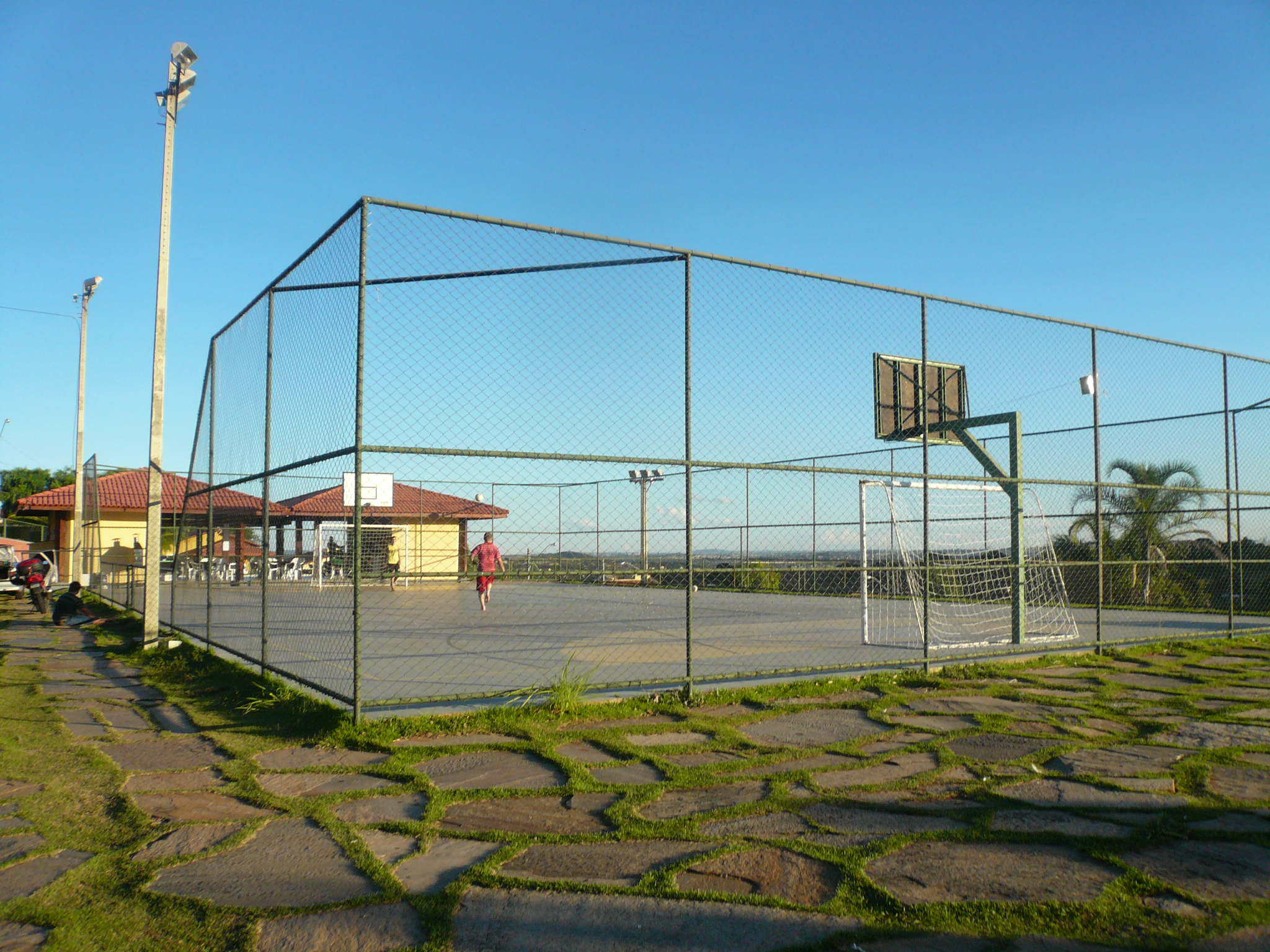
Quadra poliesportiva residencial tipicamente demarcada por múltiplas cores.

Uma quadra esportiva consiste basicamente de uma superfície plana, geralmente retangular, delimitada por marcações ou elementos que estabeleçam seus limites e dos demais componentes para a prática dos esportes a que se destina. Tais componentes incluem linhas demarcatórias, tabelas, traves, postes, redes, além de sistemas de iluminação, caso a quadra seja instalada em um ambiente fechado ou tenha uso noturno.
A superfície de uma quadra pode ser recoberta por uma enorme variedade de materiais, sendo os mais frequentes o cimento, madeira, grama, saibro, areia e ainda uma gama crescente de opções em materiais sintéticos. A escolha do material depende do esporte a que se destina a quadra, e também dos recursos disponíveis para a construção.
Quando uma quadra é construída para a prática de mais de um esporte, ela recebe o nome de poliesportiva. Quadras poliesportivas têm sido um importante equipamento arquitetônico em instalações educacionais ou residenciais, cuja relevância na área social, de saúde e cidadania tem sido cada vez mais reconhecida.